# Szászsárosi erődtemplom
A szászsárosi erődtemplom műemlékké nyilvánított épület Romániában, Szeben megyében. A romániai műemlékek jegyzékében az SB-II-a-A-12556 sorszámon szerepel.